# Рожновський Сергій Миколайович
 Рожновський Сергій Миколайович (нар. 6 травня 1962, Жданов) — український журналіст, поет, художник.

## Біографія
Сергій Рожновський народився 6 травня 1962 року у місті Жданов (нині — Маріуполь Донецької області).
Після закінчення школи рік працював художником-виконавцем робіт з оформлення в Управлінні залізничним транспортом Металургійного комбінату імені Ілліча.
1986 року закінчив Харківський політехнічний інститут за фахом інженер-механік-дослідник в галузі динаміки і витривалості машин. Отримавши диплом, служив два роки офіцером в центральному Казахстані на озері Балхаш. Цивільний шлях почав викладачем катедри креслення Маріупольського металургійного інституту (нині Приазовський державний технічний університет).
Журналістика почалася з маленьких матеріалів для «Радіо Приазов'я». Власне тоді з'явилися в етері українські програми «Обрій», «Серйозно й жартома», «Бім-Бом».
За два роки на телекомпанії «Сігма-ТВ» зробив понад двадцять випусків авторської програми «Ґроно». Кілька років очолював художній салон «Рутенія».
Нове тисячоліття почалося з програми «Ранкове шоу» на ТРК «Новий Донбас». Потім — десятки репортажів у новинах на радіо «Голос Києва» і в «Столичних телевізійних новинах» на ТРК «Київ». Перебуваючи в столиці, співпрацював з київською полонійною газетою «Dziennik Kijowski» («Київський щоденник»).
У січні 2005 року за проєкт «Аз єсмь» про Маріуполь отримав національний ґран-прі першого всеукраїнського журналістського конкурсу «Засоби масової інформації за міжетнічну толерантність і консолідацію суспільства». Проєкт було реалізовано, завдяки технічній базі ТРО «Маріупольське телебачення».